# Другий імпічмент Дональда Трампа

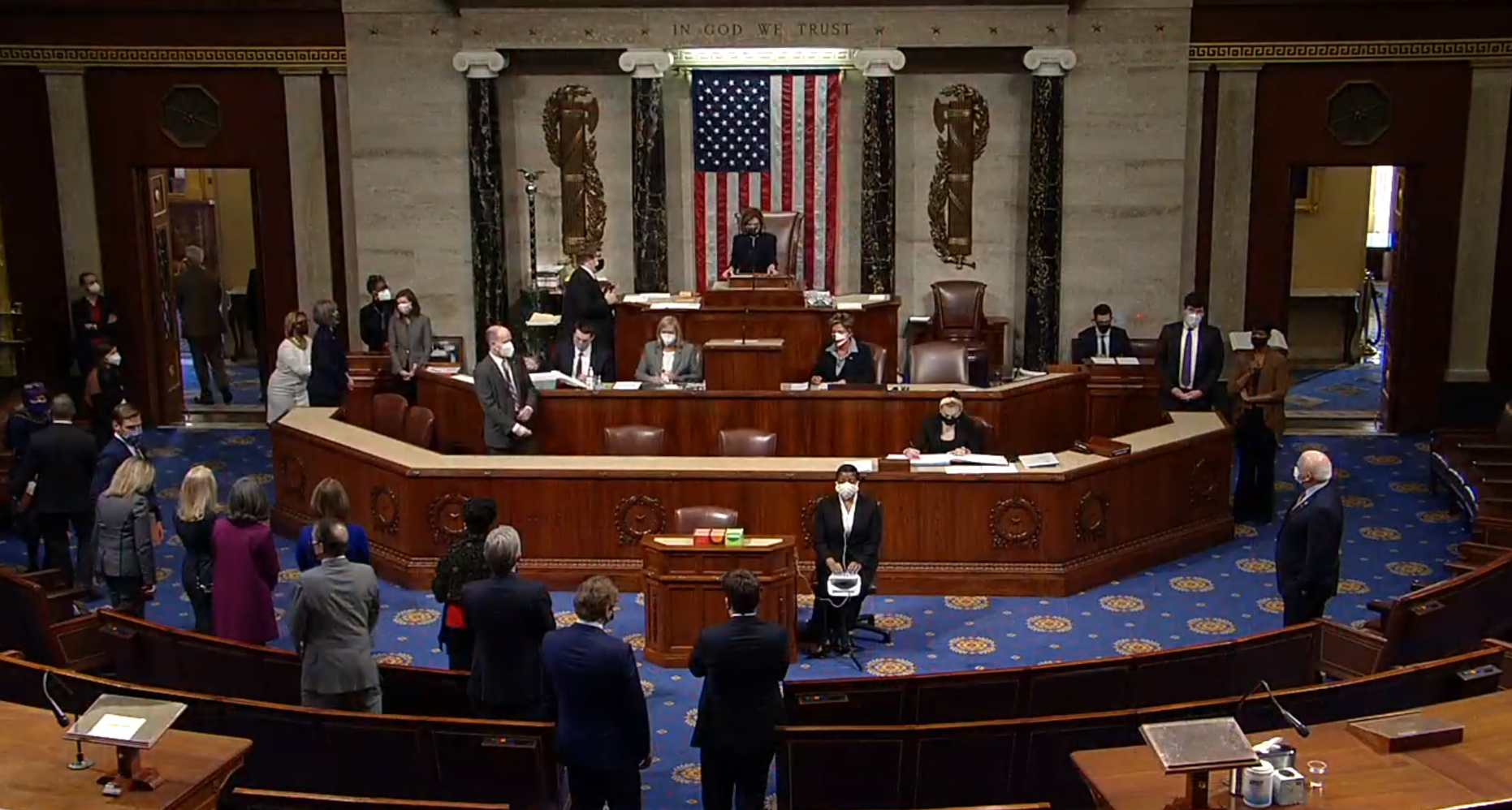
Палата представників голосує за прийняття статті про імпічмент

Другий імпічмент Дональдові Трампу, 45-му президентові США, Палата представників оголосила 13 січня 2021 року, за тиждень до закінчення терміну його президентських повноважень.
Резолюцію з проголошенням імпічменту підтримали 232 представники Палати, зокрема, 10 від Республіканської партії. 197 членів нижньої палати, що представляли Республіканську партію, виступили проти.
Трамп став першим президентом США, якому імпічмент оголошували двічі. Уперше за імпічмент Трампу нижня палата Конгресу США проголосувала 18 грудня 2019 року, звинувачуючи його у зловживанні владою та перешкоджанні роботі Конгресу; утім, Сенат виправдав президента.

## Перебіг подій
Розгляд резолюції розпочався після відмови віцепрезидента Пенса застосувати 25-ту поправку до Конституції США для достроково припинення повноважень Трампа. У своєму листі від 12 січня Майк Пенс назвав застосування подібного способу усунення Трампа від влади таким, що не відповідає інтересам нації та не відповідає Конституції США.
Сам Трамп під час пресконференції 12 січня назвав спробу імпічменту (тоді ще потенційну) «найбільшим в історії полюванням на відьом».
Засідання Палати представників 13 січня, у середу, відбувалося в умовах посиленої охорони через повідомлення ФБР про можливі провокації.
Трампа звинувачували в умисному підбурюванні до заколоту на тлі ролі Трампа в штурмі Капітолія під час сертифікації результатів голосування на президентських виборах, що відбувалася за два тижня до інавгурації нового президента. Крім того, Дональдові Трампу закидали тиск на держсекретаря штату Джорджія Бреда Раффенсперґера під час телефонної розмови 2 січня 2021 року. Чинний на той час президент Трамп, переконаний у фальсифікації результатів президентських виборів, вимагав у Раффенсперґера «знайти» голоси, які б дозволили змінити результати виборів у штаті на свою користь.
Резолюцію з проголошенням імпічменту підтримали 232 представники Палати, зокрема, 10 від Республіканської партії. 197 членів нижньої палати, що представляли Республіканську партію, виступили проти. Спікерка Палати представників Ненсі Пелосі підписала постанову про імпічмент у присутності журналістів.
Сенат у цей період перебував на канікулах, і лідер республіканської більшості в Сенаті Мітч Макконелл відмовився скликати екстрене засідання сенаторів для розгляду резолюції. Видання CNN висловило припущення, що Сенат візьметься за розгляд справи вже після інавгурації Джо Байдена.
Джо Байден, який на той час ще не обійняв посаду президента, висловив сподівання, що Сенат розгляне питання імпічменту разом із іншими нагальними питаннями американського порядку денного.
13 лютого 2021 року Сенат США виправдав Трампа. За обвинувальний вирок Трампу проголосувало 57 сенаторів, серед яких усі демократи та семеро республіканців, 43 республіканці — проти. Втім, для обвинувального вироку була необхідна більшість у 67 голосів. Після голосування чинний лідер республіканської меншості в Сенаті Мітч Макконнелл виступив із заявою, у якій розкритикував дії Трампа 6 січня 2021 року. Однак республіканець наголосив, що на його думку, за Конституцією США, справа Трампа не могла розглядатись у Сенаті, позаяк «Сенат США не має права судити та дискваліфіковувати колишнього посадовця, який зараз є приватним громадянином».

## Наслідки
У випадку, якщо би Сенат затвердив імпічмент, Трампові заборонили б балотуватися на виборні посади в майбутньому. Також його би позбавили президентської пенсії.